# Argentinië op het wereldkampioenschap voetbal 2018
Argentinië is een van de deelnemende landen aan het wereldkampioenschap voetbal 2018 in Rusland. Het is de zeventiende deelname voor het land. Argentinië werd in de achtste finale uitgeschakeld door Frankrijk.

## Kwalificatie

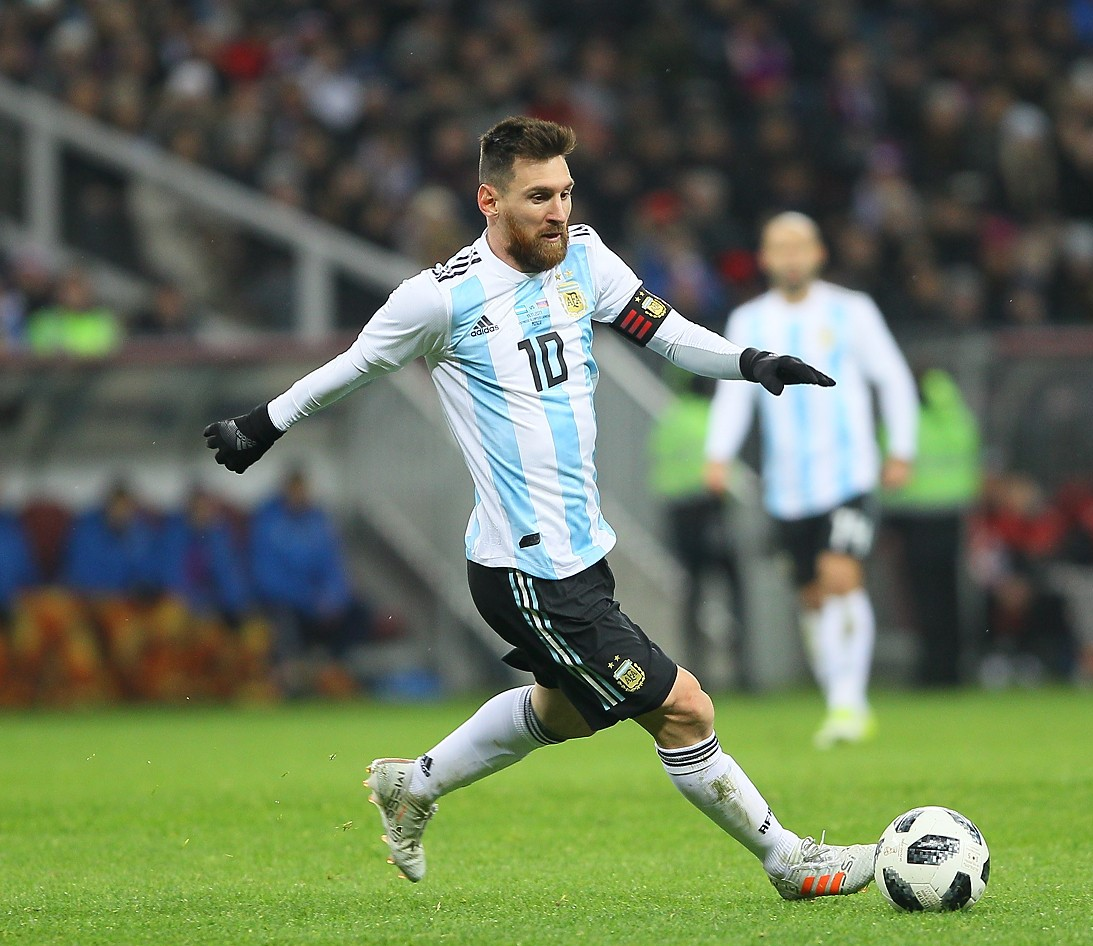
Lionel Messi scoorde zeven doelpunten in de kwalificatiecampagne.

Argentinië kende onder bondscoach Gerardo Martino een slechte start in de WK-kwalificatiecampagne. In de eerste drie wedstrijden verzamelden de Argentijnen slechts twee punten. Nadien klom het team van Martino op in het klassement. Door drie opeenvolgende zeges, tegen Colombia, Chili en Bolivia, steeg het land naar de derde plaats in het klassement.
In juni 2016 verloor Argentinië voor het tweede jaar op rij van Chili in de finale van de Copa América. Na afloop was de teleurstelling bij Argentinië erg groot. Sterspeler Lionel Messi kondigde meteen na de verloren finale zijn afscheid als international aan. Een week later stapte ook bondscoach Martino op.
Begin augustus 2017 werd Edgardo Bauza voorgesteld als de nieuwe bondscoach. Hij kreeg de taak om Messi te overhalen om opnieuw voor de nationale ploeg te spelen. Midden augustus kondigde Messi zijn terugkeer aan. Enkele weken later loodste hij zijn land in de kwalificatiecampagne met een doelpunt voorbij Uruguay (1–0), waardoor Argentinië voor het eerst aan de leiding kwam in het klassement.
Maar ook onder Bauza kende Argentinië moeilijkheden. Na de belangrijke zege tegen Uruguay haalde Argentinië slechts acht punten uit zeven wedstrijden, waardoor het opnieuw uit de top vier viel. In april 2017, met nog vier kwalificatiewedstrijden voor de boeg, besloot de Argentijnse voetbalbond om de samenwerking met Bauza te beëindigen. Een maand later werd Jorge Sampaoli aangesteld als zijn opvolger.
Sampaoli zorgde echter niet meteen voor de gewenste kentering. In zijn eerste drie kwalificatiewedstrijden speelde Argentinië telkens gelijk, waardoor het naar de zesde plaats zakte. Op de slotspeeldag moest er gewonnen worden van Ecuador om zich rechtstreeks te plaatsen. Messi scoorde in het bepalende duel een hattrick waardoor Argentinië met 1–3 won en in extremis naar de derde plaats in het klassement sprong.

### Kwalificatieduels
| 8 oktober 2015   | Argentinië | 0 – 2 | Ecuador    |
| 13 oktober 2015  | Paraguay   | 0 – 0 | Argentinië |
| 13 november 2015 | Argentinië | 1 – 1 | Brazilië   |
| 17 november 2015 | Colombia   | 0 – 1 | Argentinië |
| 24 maart 2016    | Chili      | 1 – 2 | Argentinië |
| 29 maart 2016    | Argentinië | 2 – 0 | Bolivia    |
| 1 september 2016 | Argentinië | 1 – 0 | Uruguay    |
| 6 september 2016 | Venezuela  | 2 – 2 | Argentinië |
| 6 oktober 2016   | Peru       | 2 – 2 | Argentinië |
| 11 oktober 2016  | Argentinië | 0 – 1 | Paraguay   |
| 10 november 2016 | Brazilië   | 3 – 0 | Argentinië |
| 15 november 2016 | Argentinië | 3 – 0 | Colombia   |
| 23 maart 2017    | Argentinië | 1 – 0 | Chili      |
| 28 maart 2017    | Bolivia    | 2 – 0 | Argentinië |
| 31 augustus 2017 | Uruguay    | 0 – 0 | Argentinië |
| 5 september 2017 | Argentinië | 1 – 1 | Venezuela  |
| 5 oktober 2017   | Argentinië | 0 – 0 | Peru       |
| 10 oktober 2017  | Ecuador    | 1 – 3 | Argentinië |

### Eindstand CONMEBOL
| Nr. | Land       | GW | W  | G | V  | DV | DT | DS  | Pnt. |
| --- | ---------- | -- | -- | - | -- | -- | -- | --- | ---- |
| 1   | Brazilië   | 18 | 12 | 5 | 1  | 41 | 11 | +30 | 41   |
| 2   | Uruguay    | 18 | 9  | 4 | 5  | 32 | 20 | +12 | 31   |
| 3   | Argentinië | 18 | 7  | 7 | 4  | 19 | 16 | +3  | 28   |
| 4   | Colombia   | 18 | 7  | 6 | 5  | 21 | 19 | +2  | 27   |
| 5   | Peru       | 18 | 7  | 5 | 6  | 27 | 26 | +1  | 26   |
| 6   | Chili      | 18 | 8  | 2 | 8  | 26 | 27 | –1  | 26   |
| 7   | Paraguay   | 18 | 7  | 3 | 8  | 19 | 25 | –6  | 24   |
| 8   | Ecuador    | 18 | 6  | 2 | 10 | 26 | 29 | –3  | 20   |
| 9   | Bolivia    | 18 | 4  | 2 | 12 | 16 | 38 | –22 | 14   |
| 10  | Venezuela  | 18 | 2  | 6 | 10 | 19 | 35 | –16 | 12   |

## WK-voorbereiding

### Wedstrijden
|                                                   |         |            |            |                                                                                        |
| 11 november 2017 «onderlinge duels» 14:00 (UTC+1) | Rusland | 0 – 1      | Argentinië | Olympisch Stadion Loezjniki, Moskou Toeschouwers: 78.750 Scheidsrechter: Damir Skomina |
| 11 november 2017 «onderlinge duels» 14:00 (UTC+1) |         | 86' Agüero |            | Olympisch Stadion Loezjniki, Moskou Toeschouwers: 78.750 Scheidsrechter: Damir Skomina |

|                                                   |                       |       |                                        |                                                                                                 |
| 14 november 2017 «onderlinge duels» 17:30 (UTC+1) | Argentinië            | 2 – 4 | Nigeria                                | Krasnodarstadion, Krasnodar (Rusland) Toeschouwers: 22.739 Scheidsrechter: Vladislav Bezborodov |
| 14 november 2017 «onderlinge duels» 17:30 (UTC+1) | Banega 27' Agüero 36' |       | 44' Iheanacho 52', 73' Iwobi 54' Idowu | Krasnodarstadion, Krasnodar (Rusland) Toeschouwers: 22.739 Scheidsrechter: Vladislav Bezborodov |

|                                                |                        |       |        |                                                                       |
| 23 maart 2018 «onderlinge duels» 20:45 (UTC+1) | Argentinië             | 2 – 0 | Italië | Etihad Stadium, Manchester (Engeland) Scheidsrechter: Martin Atkinson |
| 23 maart 2018 «onderlinge duels» 20:45 (UTC+1) | Banega 75' Lanzini 85' |       |        | Etihad Stadium, Manchester (Engeland) Scheidsrechter: Martin Atkinson |

|                                                |                                                   |       |              |                                                                    |
| 27 maart 2018 «onderlinge duels» 21:30 (UTC+2) | Spanje                                            | 6 – 1 | Argentinië   | Estadio Wanda Metropolitano, Madrid Scheidsrechter: Anthony Taylor |
| 27 maart 2018 «onderlinge duels» 21:30 (UTC+2) | Costa 12' Isco 27', 52', 74' Thiago 55' Aspas 73' |       | 39' Otamendi | Estadio Wanda Metropolitano, Madrid Scheidsrechter: Anthony Taylor |

|                                              |                                       |       |       |                                                                                  |
| 30 mei 2018 «onderlinge duels» 01:00 (UTC+2) | Argentinië                            | 4 – 0 | Haïti | Estadio Alberto J. Armando, Buenos Aires Scheidsrechter: Arnaldo Ariel Samaniego |
| 30 mei 2018 «onderlinge duels» 01:00 (UTC+2) | Messi 17' (pen.), 58', 66' Agüero 69' |       |       | Estadio Alberto J. Armando, Buenos Aires Scheidsrechter: Arnaldo Ariel Samaniego |

## Het wereldkampioenschap
Op 1 december 2017 werd er geloot voor de groepsfase van het Wereldkampioenschap voetbal 2018. Argentinië werd samen met IJsland, Nigeria en Kroatië ondergebracht in groep D, en kreeg daardoor Moskou, Nizjni Novgorod en Sint-Petersburg als speelsteden.

### Selectie en statistieken
| Nr. | Naam               | Geboortedatum | GW |   |   |   |   |   |   | Club                | Positie(s) |
| --- | ------------------ | ------------- | -- | - | - | - | - | - | - | ------------------- | ---------- |
| 1   | Nahuel Guzmán      | 10-02-1986    | 0  | 0 | 0 | 0 | 0 | 0 | 0 | Tigres UANL         | DM         |
| 2   | Gabriel Mercado    | 18-03-1987    | 3  | 1 | 1 | 0 | 0 | 0 | 0 | Sevilla FC          | RA         |
| 3   | Nicolás Tagliafico | 31-08-1992    | 4  | 0 | 1 | 0 | 0 | 0 | 1 | AFC Ajax            | LA         |
| 4   | Cristian Ansaldi   | 20-09-1986    | 0  | 0 | 0 | 0 | 0 | 0 | 0 | Torino FC           | LA         |
| 5   | Lucas Biglia       | 30-01-1986    | 1  | 0 | 0 | 0 | 0 | 0 | 1 | AC Milan            | VM         |
| 6   | Federico Fazio     | 17-03-1987    | 1  | 0 | 0 | 0 | 0 | 1 | 0 | AS Roma             | CV         |
| 7   | Éver Banega        | 26-06-1988    | 3  | 0 | 2 | 0 | 0 | 1 | 0 | Sevilla FC          | CM, AM     |
| 8   | Marcos Acuña       | 28-10-1991    | 1  | 0 | 1 | 0 | 0 | 0 | 0 | Sporting Lissabon   | LA, LV     |
| 9   | Gonzalo Higuaín    | 10-12-1987    | 3  | 0 | 0 | 0 | 0 | 2 | 0 | Juventus FC         | SP         |
| 10  | Lionel Messi       | 24-06-1987    | 4  | 1 | 1 | 0 | 0 | 0 | 0 | FC Barcelona        | SP, RV, AM |
| 11  | Ángel Di María     | 14-02-1988    | 3  | 1 | 0 | 0 | 0 | 1 | 1 | Paris Saint-Germain | RV, AM, LV |
| 12  | Franco Armani      | 16-10-1986    | 2  | 0 | 0 | 0 | 0 | 0 | 0 | River Plate         | DM         |
| 13  | Maximiliano Meza   | 15-01-1992    | 3  | 0 | 0 | 0 | 0 | 2 | 0 | CA Independiente    | AM, RV     |
| 14  | Javier Mascherano  | 08-06-1984    | 4  | 0 | 2 | 0 | 0 | 0 | 1 | Hebei China Fortune | VM, CV     |
| 15  | Enzo Pérez         | 22-02-1986    | 4  | 0 | 0 | 0 | 0 | 0 | 3 | River Plate         | AM, LM     |
| 16  | Marcos Rojo        | 20-03-1990    | 3  | 1 | 1 | 0 | 0 | 0 | 1 | Manchester United   | CV, LA     |
| 17  | Nicolás Otamendi   | 12-02-1988    | 4  | 0 | 2 | 0 | 0 | 0 | 0 | Manchester City     | CV         |
| 18  | Eduardo Salvio     | 13-07-1990    | 2  | 0 | 0 | 0 | 0 | 0 | 1 | SL Benfica          | RV         |
| 19  | Sergio Agüero      | 02-06-1988    | 4  | 2 | 0 | 0 | 0 | 2 | 1 | Manchester City     | SP, LV     |
| 20  | Giovani Lo Celso   | 09-04-1996    | 0  | 0 | 0 | 0 | 0 | 0 | 0 | Paris Saint-Germain | CM         |
| 21  | Paulo Dybala       | 15-11-1993    | 1  | 0 | 0 | 0 | 0 | 1 | 0 | Juventus FC         | AM, SP     |
| 22  | Cristian Pavón     | 21-01-1996    | 4  | 0 | 0 | 0 | 0 | 3 | 1 | Boca Juniors        | RV, LV     |
| 23  | Willy Caballero    | 28-09-1981    | 2  | 0 | 0 | 0 | 0 | 0 | 0 | Chelsea FC          | DM         |

### Wedstrijden

#### Groepsfase
| Nr. | Land       | GW | W | G | V | DV | DT | DS | Ptn |
| --- | ---------- | -- | - | - | - | -- | -- | -- | --- |
| 1   | Kroatië    | 3  | 3 | 0 | 0 | 7  | 1  | +6 | 9   |
| 2   | Argentinië | 3  | 1 | 1 | 1 | 3  | 5  | −2 | 4   |
| 3   | Nigeria    | 3  | 1 | 0 | 2 | 3  | 4  | −1 | 3   |
| 4   | IJsland    | 3  | 0 | 1 | 2 | 2  | 5  | −3 | 1   |

|                                               |            |       |                        |                                                                                |
| 16 juni 2018 «onderlinge duels» 16:00 (UTC+3) | Argentinië | 1 – 1 | IJsland                | Otkrytieje Arena, Moskou Toeschouwers: 44.190 Scheidsrechter: Szymon Marciniak |
| 16 juni 2018 «onderlinge duels» 16:00 (UTC+3) | Agüero 19' |       | 23' Alfred Finnbogason | Otkrytieje Arena, Moskou Toeschouwers: 44.190 Scheidsrechter: Szymon Marciniak |

|                                               |            |                                    |         |                                                                                       |
| 21 juni 2018 «onderlinge duels» 21:00 (UTC+3) | Argentinië | 0 – 3                              | Kroatië | Strelka Stadium, Nizjni Novgorod Toeschouwers: 43.319 Scheidsrechter: Ravshan Irmatov |
| 21 juni 2018 «onderlinge duels» 21:00 (UTC+3) |            | 53' Rebić 80' Modrić 90+1' Rakitić |         | Strelka Stadium, Nizjni Novgorod Toeschouwers: 43.319 Scheidsrechter: Ravshan Irmatov |

|                                               |                  |       |                    |                                                                                        |
| 26 juni 2018 «onderlinge duels» 21:00 (UTC+3) | Nigeria          | 1 – 2 | Argentinië         | Nieuwe Zenitstadion, Sint-Petersburg Toeschouwers: 64.468 Scheidsrechter: Cüneyt Çakır |
| 26 juni 2018 «onderlinge duels» 21:00 (UTC+3) | Moses 51' (pen.) |       | 14' Messi 86' Rojo | Nieuwe Zenitstadion, Sint-Petersburg Toeschouwers: 64.468 Scheidsrechter: Cüneyt Çakır |

#### Achtste finale
|                                               |                                                 |       |                                       |                                                                         |
| 30 juni 2018 «onderlinge duels» 17:00 (UTC+3) | Frankrijk                                       | 4 – 3 | Argentinië                            | Kazan Arena, Kazan Toeschouwers: 42.873 Scheidsrechter: Alireza Faghani |
| 30 juni 2018 «onderlinge duels» 17:00 (UTC+3) | Griezmann 13' (pen.) Pavard 57' Mbappé 64', 68' |       | 41' Di María 48' Mercado 90+3' Agüero | Kazan Arena, Kazan Toeschouwers: 42.873 Scheidsrechter: Alireza Faghani |

AUF · A-internationals · Selecties · Bondscoaches · Argentijns vrouwenelftal · Olympisch elftal · Argentinië U21 · Argentinië U20 · Argentinië U19 · Argentinië U18 · Argentinië U17
1900 – 1909 ·
1910 – 1919 ·
1920 – 1929 ·
1930 – 1939 ·
1940 – 1949 ·
1950 – 1959 ·
1960 – 1969 ·
1970 – 1979 ·
1980 – 1989 ·
1990 – 1999 ·
2000 – 2009 ·
2010 – 2019 ·
2020 − 2029
WK 1930 · 
WK 1934 · 
WK 1958 · 
WK 1962 · 
WK 1966 · 
WK 1974 · 
WK 1978 · 
WK 1982 · 
WK 1986 · 
WK 1990 · 
WK 1994 · 
WK 1998 · 
WK 2002 · 
WK 2006 · 
WK 2010 · 
WK 2014 · 
WK 2018 ·
WK 2022
OS 1928 · 
OS 1988 · 
OS 1996 · 
OS 2004 · 
OS 2008 · 
OS 2016 · 
OS 2020
1902 · 
1903 · 
1904 · 
1905 · 
1906 · 
1907 · 
1908 · 
1909 ·
1910 · 
1911 · 
1912 · 
1913 · 
1914 · 
1915 · 
1916 · 
1917 · 
1918 · 
1919 ·
1920 · 
1921 · 
1922 · 
1923 · 
1924 · 
1925 · 
1926 · 
1927 · 
1928 · 
1929 ·
1930 · 
1931 · 
1932 · 
1933 · 
1934 · 
1935 · 
1936 · 
1937 · 
1938 · 
1939 ·
1940 · 
1941 · 
1942 · 
1943 · 
1944 · 
1945 · 
1946 · 
1947 · 
1948 · 1949 · 
1950 · 
1951 · 
1952 · 
1953 · 
1954 · 
1955 · 
1956 · 
1957 · 
1958 · 
1959 ·
1960 · 
1961 · 
1962 · 
1963 · 
1964 · 
1965 · 
1966 · 
1967 · 
1968 · 
1969 ·
1970 · 
1971 · 
1972 · 
1973 · 
1974 · 
1975 · 
1976 · 
1977 · 
1978 · 
1979 ·
1980 · 
1981 · 
1982 · 
1983 · 
1984 · 
1985 · 
1986 · 
1987 · 
1988 · 
1989 ·
1990 ·
1991 · 
1992 · 
1993 · 
1994 · 
1995 · 
1996 · 
1997 · 
1998 · 
1999 · 
2000 · 
2001 · 
2002 · 
2003 · 
2004 · 
2005 · 
2006 · 
2007 · 
2008 · 
2009 · 
2010 · 
2011 · 
2012 · 
2013 · 
2014 ·
2015 ·
2016 ·
2017 ·
2018 ·
2019 ·
2020 ·
2021 ·
2022 ·
2023
Albanië ·
Algerije ·
Angola ·
Australië ·
België ·
Bolivia ·
Bosnië en Herzegovina · 
Brazilië ·
Bulgarije ·
Canada ·
Chili ·
China ·
Colombia ·
Costa Rica · 
Curaçao ·
Denemarken ·
DDR ·
Duitsland ·
Ecuador ·
Egypte ·
El Salvador ·
Engeland ·
Estland ·
Frankrijk ·
Ghana ·
Griekenland ·
Guatemala ·
Haïti ·
Honduras ·
Hongarije ·
Hongkong ·
Ierland ·
IJsland ·
India ·
Indonesië ·
Irak ·
Iran ·
Israël ·
Italië ·
Ivoorkust ·
Jamaica ·
Japan ·
Joegoslavië ·
Kameroen ·
Kroatië ·
Libië ·
Litouwen · 
Marokko ·
Mexico ·
Nederland ·
Nicaragua ·
Nigeria ·
Noord-Ierland ·
Noorwegen ·
Oostenrijk ·
Panama ·
Paraguay ·
Peru ·
Polen ·
Portugal · 
Qatar ·
Roemenië ·
Rusland · 
Saoedi-Arabië · 
Schotland ·
Servië en Montenegro ·
Singapore ·
Slovenië ·
Slowakije ·
Sovjet-Unie ·
Spanje ·
Trinidad en Tobago ·
Tsjecho-Slowakije ·
Tunesië ·
Uruguay ·
Venezuela ·
Verenigde Arabische Emiraten ·
Verenigde Staten ·
Wales ·
Wit-Rusland · 
Zuid-Afrika ·
Zuid-Korea ·
Zweden ·
Zwitserland
Australië (2022) ·
België (2014) ·
Bosnië en Herzegovina (2014) ·
Brazilië (1982) ·
Brazilië (2005) ·
Denemarken (1995) ·
Duitsland (2006) ·
Duitsland (2014) ·
Frankrijk (2018) ·
Frankrijk (2022) ·
IJsland (2018) ·
Iran (2014) ·
Italië (1982) ·
Ivoorkust (2006) ·
Kroatië (2018) ·
Kroatië (2022) ·
Mexico (2006) ·
Nederland (1978) ·
Nederland (2006) ·
Nederland (2014) ·
Nederland (2022) ·
Nigeria (2010) ·
Nigeria (2014) ·
Nigeria (2018) ·
Saoedi-Arabië (1992) ·
Saoedi-Arabië (2022) · 
Servië en Montenegro (2006) ·
West-Duitsland (1986) · West-Duitsland (1990) ·
Zwitserland (2014)